# Норвегия на зимних Олимпийских играх 1956
Норвегия принимала участие в Зимних Олимпийских играх 1956 года в Кортина-д’Ампеццо (Италия) в двадцать третий раз за свою историю, и завоевала две золотые, одну серебряную и одну бронзовую медали. Сборную страны представляли 45 участников, из которых 8 женщин.
| Норвегия на олимпийских играх 1956 года в Кортина-д’Ампеццо | Норвегия на олимпийских играх 1956 года в Кортина-д’Ампеццо | Норвегия на олимпийских играх 1956 года в Кортина-д’Ампеццо | Норвегия на олимпийских играх 1956 года в Кортина-д’Ампеццо |         |
| Медали                                                      | Спортсмены                                                  | Вид спорта                                                  | Дисциплина                                                  |         |
| ----------------------------------------------------------- | ----------------------------------------------------------- | ----------------------------------------------------------- | ----------------------------------------------------------- | ------- |
| 1                                                           | Хальгейр Бренден                                            | Лыжные гонки                                                | 15 км                                                       | 49.39,0 |
| 1                                                           | Сверре Стенерсен                                            | Лыжное двоеборье                                            | 18 км                                                       | 455,0   |
| 2                                                           | Кнут Йоханнесен                                             | Конькобежный спорт                                          | 10 000 метров                                               | 16.36,9 |
| 3                                                           | Альв Гьестванг                                              | Конькобежный спорт                                          | 500 метров                                                  | 41,0    |